# Adobe Audition
Adobe Audition [əˌdoʊbi ɔːˈdɪʃn] (früher Cool Edit Pro) ist eine professionelle Audioeditor-Software des Unternehmens Adobe Inc. zum Bearbeiten von digitalen Audiodateien. Es beherrscht sowohl die direkte als auch die indirekte Bearbeitung von Tonmaterial (destruktive und nicht-destruktive Bearbeitung). Dateien können aus vielen unterschiedlichen Quellen geöffnet bzw. aufgenommen werden und in allen allgemeinen Formaten abgespeichert werden. Bis zur Version 3.0 bietet Adobe Audition einen MIDI-Sequenzer und ReWire Technologie (Propellerhead Software) zur Einbindung von Drittsoftware. Seit der Version CS5.5 (Version 4.0) war Adobe Audition Bestandteil des Programmpakets der Adobe Creative Suite und ist erstmals auch für OS X erschienen. Mit Version 6.0 wird das Programm als Adobe Audition CC im monatlichen Einzelabonnement sowie im Abonnement der Adobe Creative Cloud angeboten.

## Versionsgeschichte
Das Programm wurde Mitte der 1990er ursprünglich von dem Unternehmen Syntrillium unter dem Namen Cool Edit entwickelt. In der Grundversion wurden Audiodateien aufgrund der seinerzeit geringeren Rechenleistung destruktiv bearbeitet, um ein Arbeiten in Echtzeit zu ermöglichen. In späteren Versionen wurde dann die nicht destruktive Bearbeitung von Audiodateien und die Mehrkanal-Abmischung möglich.
Im Mai 2003 wurde Cool Edit Pro 2.1 von Adobe aufgekauft und als Adobe Audition in die eigene Produktpalette eingegliedert und weiterentwickelt.

### Adobe Audition
Die erste Version wurde am 18. August 2003 veröffentlicht und hatte gegenüber der letzten Veröffentlichung von Cool Edit keine erkennbaren Veränderungen in der Funktion.

### Adobe Audition 1.5
Im Mai 2004 veröffentlicht, erfuhr das Programm größere Veränderungen. Es kamen Funktionen wie Tonhöhenkorrektur, Frequenzbereichanalyse, eine Projektansicht für die CD-Erstellung und die grundlegenden Videobearbeitungswerkzeuge aus Adobe Premiere hinzu, außerdem die Integrationsmöglichkeit von Dateien beider Programme in das jeweils andere Programm.

### Adobe Audition 2.0
Mit Adobe Audition 2.0 wurde am 17. Januar 2006 erstmals eine Version für den professionellen Anwenderbereich veröffentlicht. Neben der neu strukturierten Benutzeroberfläche und neuen Bearbeitungsmöglichkeiten, wie sie in anderen Audioeditoren bereits verfügbar waren, erfolgte die Implementierung von ASIO-Treibern und VST-Plugins, entwickelt jeweils von der Steinberg Media Technologies GmbH. Adobe Audition 2.0 wurde zudem in das Software-Paket Adobe Production Studio eingegliedert, allerdings nicht zusammen mit der bereits im April 2005 herausgebrachten Adobe Creative Suite 2 ausgeliefert, welche seinerzeit das weniger leistungsfähige Adobe Soundbooth enthielt.

### Adobe Audition 3.0 (CS2)
Adobe Audition 3.0 wurde am 8. November 2007 veröffentlicht und nunmehr in die Adobe Creative Suite 2 integriert. Es wurden eine Spektralanalyse und neue Effekte hinzugefügt, die Multitrack-Oberfläche neu gestaltet und die Unterstützung für virtuelle Instrumente (VSTi) erweitert. Adobe Audition 3.0 erfuhr dann zunächst keine weitere Entwicklung und wurde in der Adobe Creative Suite 3 wieder durch Soundbooth CS3, in der Adobe Creative Suite 4 durch Soundbooth CS4 und in der Adobe Creative Suite 5 durch Soundbooth CS5 ersetzt.
Adobe Audition 3.0 kann mittlerweile für jedermann als Vollversion von der Herstellerseite nach Anlegen eines kostenlosen Accounts heruntergeladen werden. Adobe rät hier allerdings vom Ausführen nicht unterstützter und veralteter Software ab. Weiters wird darauf hingewiesen, dass nur Inhaber einer gültigen Lizenz für die jeweiligen Produkte berechtigt sind, die zur Verfügung gestellten Aktivierungscodes zu verwenden. Neben Avid Technologys Pro Tools, Apples Logic Pro oder dessen Vorversion, Emagics Logic Audio Platinum, kann Adobe Audition 3.0 allerdings auf Grund seines MIDI-Sequenzers MIDI-Daten eines E-Pianos oder eines Keyboards aufzeichnen und mit Hilfe von virtuellen Instrumenten wie Native Instruments’ Kontakt 4 Sample-Libraries (Klangbibliotheken) wie beispielsweise die Vienna Symphonic Library laden und MIDI-Dateien orchestrieren. Adobe Audition 3.0 ist daher nach wie vor für Komponisten gleichwie für Tonmeister und Homerecording relevant, wenngleich es auch keinen Noteneditor aufweist.

### Adobe Audition CS5.5 (Version 4.0)
Adobe Audition CS5.5 wurde am 11. April 2011 im Rahmen der Aktualisierung auf die aktuelle Adobe Creative Suite 5.5 vorgestellt. Seit der Creative-Suite-Version 5.5 wird das in CS3 eingeführte Adobe Soundbooth durch Adobe Audition in den Versionen „Production Premium“ und „Master Collection“ ersetzt, woraus zu erkennen ist, dass Soundbooth nicht mehr weiterentwickelt werden wird.

### Adobe Audition CS6 (Version 5.0)
Adobe Audition CS6 wurde am 7. Mai 2012 im Rahmen der Adobe Creative Suite 6 veröffentlicht.

### Adobe Audition CC
Adobe Audition CC (Version 6.0) wurde am 17. Juni 2013 als Teil der Adobe Creative Cloud erstmals sowie ausschließlich mit 64-Bit-Architektur veröffentlicht. Adobe Audition CC kann daher nur über ein Abonnement genutzt und ausschließlich auf 64-Bit Systemen installiert werden, auch können nur mehr 64-bit VST-Plugins implementiert werden. Die leistungsfähigere Architektur ermöglicht beispielsweise ein schnelleres Exportieren oder die Echtzeit-Wiedergabe umfangreicherer Multitrack-Sessions mit mehr gleichzeitigen Spuren und aktiven Effekten, als dies, abhängig von der Ausstattung des Computers, mit 32-Bit Systemen und der damit verbundenen 3-GB-Barriere für den RAM möglich wäre. Die interne Signalverarbeitung erfolgt jedoch nach wie vor in 32 Bit Gleitkommazahlen mit 192 dB Dynamik.

### Adobe Audition CC 2014
Adobe Audition CC 2014 (Version 7.0), herausgebracht im Juni 2014, weist eine neu gestaltete Benutzeroberfläche auf und bietet den Import von weiteren Videodateiformaten sowie die Unterstützung von hochauflösenden Bildschirmen (HiDPI). Darüber hinaus werden nunmehr 5.1 Dolby Digital und 7.1 Dolby Digital Plus unterstützt und das Lesen von Soundbooth-Dateien ermöglicht. Mit Version 2014.2 (Build 7.2.0.52) aus Dezember 2014 wurde die Stabilität des Programms verbessert.

### Adobe Audition CC 2015
Adobe Audition CC 2015 (Version 8.0), herausgebracht am 16. Juni 2015, bietet eine höhere Videoauflösung per Dynamic Link aus Premiere Pro übermittelter Videosequenzen, die Wiedergabe des Videos im Vollbildmodus auf einem zweiten Bildschirm, sowie eine verbesserte Unterstützung für USB-Mikrofone. Adobe Audition CC 2015 in der Version 8.1, herausgebracht im November 2015, bietet darüber hinaus eine synthetisierte Sprachausgabe sowie eine dateiübergreifende Lautstärkeanpassung mehrerer Audiodateien u. a. nach EBU R128, ITU BS1770 und ATSC-Standard.

## Funktionen
- Beliebig viele Tonspuren[17]
- Unterstützung für DirectX, ASIO und VST-Plugins
- Direkter Import von Videos zur Bearbeitung der Audiotracks mit Videofenster[18]
- Mehr als 50 Audioeffekte und DSP-Tools
- Spurautomation für sämtliche Effektparameter
- 5.1 Surround-Sound Faltungshall mit 17 Mehrspur-Impulsantworten
- 5.1 Surround-Sound-Encoder zum Export von 5.1 Surround-Sound Abmischungen
- Implementierter Encoder und Decoder für 5.1 Dolby Digital und 7.1 Dolby Digital Plus[19]
- Loop-basierte Musikproduktion möglich
- Frequenz-Spektralanalyse[20]
- Restaurierungswerkzeuge
- Ton-/Stimmenverzerrung
- Synthetisierte Sprachausgabe

Multitrack-Sessions können wahlweise mit 16, 24 oder 32 Bit Amplituden-Auflösung und Samplerates bis 192 kHz angelegt werden, die interne Signalverarbeitung erfolgt jedoch immer als 32 Bit Floating Point Processing. Die Signalpegel werden von den Pegelmessern in dBFS angezeigt (Digitalpegel mit maximal 0 dB), die Fader hingegen haben eine Skala in dBu (Spannungspegel mit maximal 15 dB). Das Editorfenster ermöglicht in der Ansicht der Spektralanalyse die visuelle Darstellung des Frequenzspektrums im zeitlichen Verlauf und bietet Werkzeuge zur frequenzselektiven Retuschierung von Störgeräuschen. In der Ansicht der Spektraltonhöhenanzeige erfolgt die Darstellung des Frequenzspektrums im Bereich der musikalischen Tonskala.